# ポール・A・エドワーズ
ポール・A・エドワーズ（Paul A. Edwards）は、アメリカ合衆国の撮影監督、カメラ・オペレーター、テレビ監督である。多数の映画作品で撮影監督やカメラ・オペレーターを務め、また『LOST』、『FRINGE/フリンジ』、『ワンス・アポン・ア・タイム』といったテレビシリーズのエピソードを監督した。

## 主なフィルモグラフィ

### 撮影監督
- ハード・ブラッド The Master (1989)
- Eye of the Stranger (1993)

### カメラ・オペレーター
- ギャングスターズ/野獣死すとき The Immortals (1995)
- ボルケーノ Volcano (1997)
- ロリータ Lolita (1997)
- ブレイド Blade (1998)
- エネミー・オブ・アメリカ Enemy of the State (1998)
- マイティ・ジョー Mighty Joe Young (1998)
- シャンハイ・ヌーン Shanghai Noon (1999)
- リトル★ニッキー Little Nicky (2000)
- タイムリミット Out of Time (2003)
- ふたりにクギづけ Stuck on You (2003)
- マイ・ボディガード Man on Fire (2004)

### 監督
- LOST Lost (2005-2010)
  - 第2シーズン第9話「彼女の事情（英語版）」
  - 第2シーズン第20話「一丁の銃（英語版）」
  - 第3シーズン第2話「ガラスのバレリーナ（英語版）」
  - 第3シーズン第12話「海を渡って（英語版）」
  - 第4シーズン第11話「奇跡の子（英語版）」
  - 第5シーズン第5話「死の島（英語版）」
  - 第5シーズン第14話「変数（英語版）」
  - 第6シーズン第3話「彼女の心情（英語版）」
  - 第6シーズン第10話「パッケージ（英語版）」
  - 第6シーズン第16話「すべてはこのために（英語版）」

- HEROES Heroes (2006-2007)
  - 第1シーズン第8話「0時7分前（英語版）」
  - 第1シーズン第20話「5年後（英語版）」
  - 第2シーズン第3話「仲間（英語版）」

- FRINGE/フリンジ Fringe (2008-2009)
  - 第1シーズン第2話「80歳の赤ん坊（英語版）」
  - 第1シーズン第4話「監視人（英語版）」
  - 第2シーズン第5話「夢遊病（英語版）」

- ヒューマン・ターゲット Human Target (2010)
  - 第1シーズン第8話「宿命の死闘」
  - 第1シーズン第11話「狙われた王室」
  - 第2シーズン第3話「アントワープの三姉妹」
  - 第2シーズン第5話「悪徳刑事を暴け」

- Hawaii Five-0 Hawaii Five-0 (2010-2011)
  - 第1シーズン第3話「島を守って」
  - 第2シーズン第11話「罠」

- パワー・オブ・フォー 普通じゃない家族 No Ordinary Family (2011)
  - 第14話「No Ordinary Double Standard」
  - 第20話「No Ordinary Beginning」

- ワンス・アポン・ア・タイム Once Upon a Time (2011-2012)
  - 第1シーズン第5話「小さな希望（英語版）」
  - 第1シーズン第19話「The Return」
  - 第2シーズン第5話「The Doctor」

- (邦題未定) Once Upon a Time in Wonderland (2013-)
  - 第5話「Heart of Stone」

- ALCATRAZ/アルカトラズ Alcatraz (2012)
  - 第6話「爆弾魔 ペティ」
  - 第9話「営利誘拐犯 バーネット」

- ミッシング Missing (2012)
  - 第5話「裏切りの過去」
  - 第6話「追憶のパズル」

- スーパーナチュラル Supernatural (2012)
  - 第8シーズン第8話「マンガチック・ヒーロー」

- アンダー・ザ・ドーム Under the Dome (2013)
  - 第1シーズン第3話「Manhunt」

- ベイツ・モーテル
  - 第1シーズン第3話

- GOTHAM/ゴッサム
  - 第1シーズン第8話